# كارلوس ساوسيدو
كارلوس إنريكي ساوسيدو أورغيل (بالإسبانية: Carlos Saucedo) (من مواليد 11 سبتمبر 1979 في سانتا كروز دي لا سييرا)، المعروف باسم كارلوس ساوسيدو، لاعب كرة قدم بوليفي يلعب كمهاجم في الدوري البوليفي لكرة القدم بنادي سان خوسيه.

## المهنة الدولية
بدأ ساوسيدو أول ظهور دولي له مع المنتخب الوطني البوليفي في 22 أغسطس 2007، كبديل عن أوغوستو أندافيريس، في هزيمة ضد الإكوادور ب1-0، حيث سجل هدف ألغي بسبب التسلل.

## وصلات خارجية
- كارلوس ساوسيدو على موقع الاتحاد الدولي (مؤرشف)  (الإنجليزية)
- كارلوس ساوسيدو على موقع قاعدة بيانات كرة القدم.إي يو (الإنجليزية)
- كارلوس ساوسيدو على موقع ناشيونال فوتبول تيمز (الإنجليزية)
- كارلوس ساوسيدو على موقع Soccerway.com (الإنجليزية)
- كارلوس ساوسيدو على موقع عالم كرة القدم.نت (الإنجليزية)
- كارلوس ساوسيدو على موقع AS.com (الإسبانية)